# Axe (Marke)

Logo von AXE

AXE bzw. LYNX ist seit 1983 eine Marke für Kosmetikprodukte des Konzerns Unilever. In Mitteleuropa ist die Marke seit 1985 auf dem Markt.
In Amerika, Südasien und den größten Teilen Europas werden die Produkte unter dem Namen AXE verkauft. In Australien, Neuseeland, Irland und im Vereinigten Königreich wird die Marke LYNX verwendet. Axe gibt es in verschiedenen Düften, wobei 2005 auf dem US-Markt 13 und auf den restlichen Märkten 15 Varianten erhältlich waren. Neben den Deodorants für Männer werden auch Aftershave und Duschgel unter diesem Label vertrieben. Seit Anfang des Jahres 2012 sind von Axe auch Stylingprodukte (Haargel etc.) sowie eine Produktlinie für Frauen erhältlich.

## Vermarktung
Die Marke stand lange unter dem Motto „AXE ist und macht sexy“. Die AXE- bzw. LYNX-Werbung verspricht Männern eine gesteigerte Beliebtheit bei Frauen („Der Axe-Effekt“) und die Garantie für eine 24-Stunden-Sicherheit vor Schweiß- und Geruchsbildung.
Dieses Motto wurde jedoch in den USA zu „Find your magic“ geändert, was einen kompletten Imagewechsel der Marke nach sich zog.
Auf den Duschgelflaschen befindet sich eine Art „Gebrauchsanweisung“ aus zwei Piktogrammen. Das erste Piktogramm zeigt einen Mann, der sich mit Duschgel einreibt. Das zweite zeigt den gleichen Mann von Frauen umringt. Darunter steht der Hinweis „Unlimited Female Attention“ (Stand: 2011).
Die Werbekampagnen der Marke Axe wurden aufgrund der oftmals oberflächlichen und instrumentalisierenden Darstellung von Frauen kritisiert, sexistisch zu sein.
Im Frühjahr 2008 lancierte Axe mit dem fiktiven Rap-Musiker Dr. Stay Dry und dem Lied Don’t Sweat That (The Whistle Song) eine virale Werbekampagne, die der Marke Sendezeit bei Musiksendern wie VIVA und MTV ermöglichte.

## Varianten (Auswahl)
| Name          | Geruch                   | Farbe | Jahr  |
| ------------- | ------------------------ | ----- | ----- |
| Africa        | Mandarine und Sandelholz |       | 1995- |
| Alaska        | Seeluft und Bergamotte   |       | 1995- |
| Anti-Hangover | Limette und Grapefruit   |       | 2005- |
| Apollo        | Salbei und Zedernholz    |       | 1990- |
| Marine        | Seebrise und Salbei      |       | 1989- |
| Moschus       | Patchouli und Fougère    |       | 1983- |

## Galerie

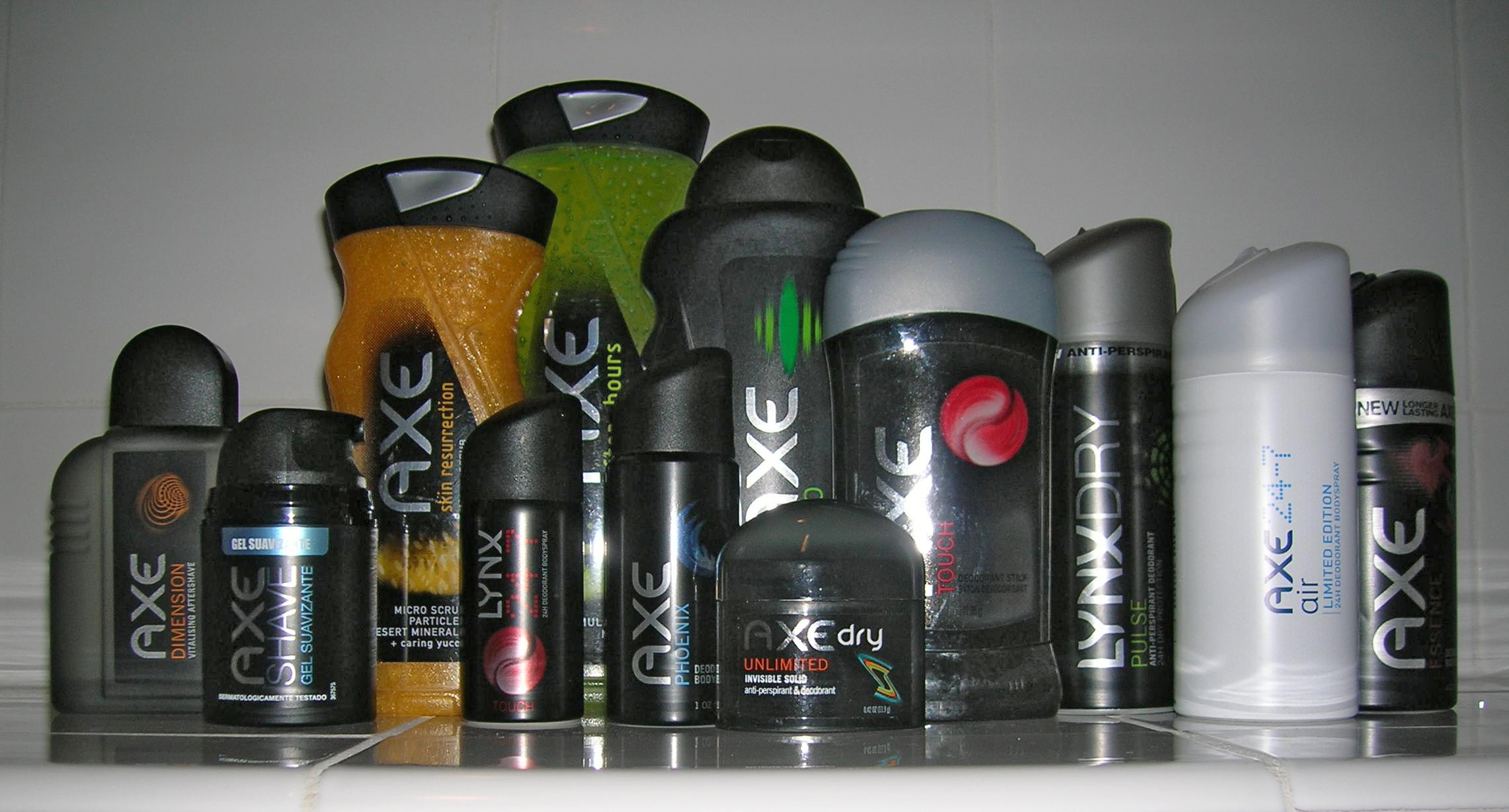
Produktpalette (2010)